# Monumento funebre a Agostino e Caterina Tassi
Il monumento funebre a Agostino e Caterina Tassi è ospitato nella quinta cappella a sinistra della chiesa di Santo Spirito di Bergamo, realizzato da Donato Fantoni da Rosciano nel 1511, mentre le statue che lo completavano, sono poste come sostegno della mensa dell'altare maggiore.

## Storia
Originariamente il monumento era stato commissionato e posto a completamento della parete sinistra della zona presbiteriale. Con la collocazione del coro ligneo il monumento fu smembrato, una parte collocata nella quinta cappella a sinistra vicina al presbiterio, mentre le tre statue che lo completavano, sono state inserite come parte di sostegno della mensa dell'altare maggiore. Il monumento è stato scolpito da Donato Fantoni della famiglia Fantoni di Rovetta che spostatosi a Rosciano aveva collaborato con Pietro Isabello, e aveva decorato altre due cappelle all'interno della chiesa dei canonici Lateranensi.
La quinta cappella a sinistra della navata, fu costruita e decorata su commissione di Domenico Tasso nel 1525 e terminata, molto dopo, a causa dell'instabilità politica della città orobica, quando il committente era già deceduto nel 1550. La cappella doveva presentarsi similare e quella della famiglia Gozzi che vi era corrispondente sul lato destro, vi sono però presenti i blasoni della famiglia Tassi con la raffigurazione del tasso e del corno, simbolo postale, e della famiglia Rota con la ruota e le iniziali D T.

Domenico aveva commissionato anche il monumento funebre dei genitori e posto nella cappella di cui godeva di giuspatronato..
Agostino Tassi era stato maestro generale delle poste di Roma organizzando il servizio di corrieri postali tra Venezia e Roma, diventandone il fondatore, durante i papati di Innocenzo VIII, Alessandro VI e Giulio II. Questi si sposò con Caterina sua cugina e figlia di Ruggero dei Tasso dalla quale ebbe tre figli: Luigi Tasso vescovo morto di morte violenta, Pietro Andrea e Domenico che proseguì l'attività di corriere postale a Roma.

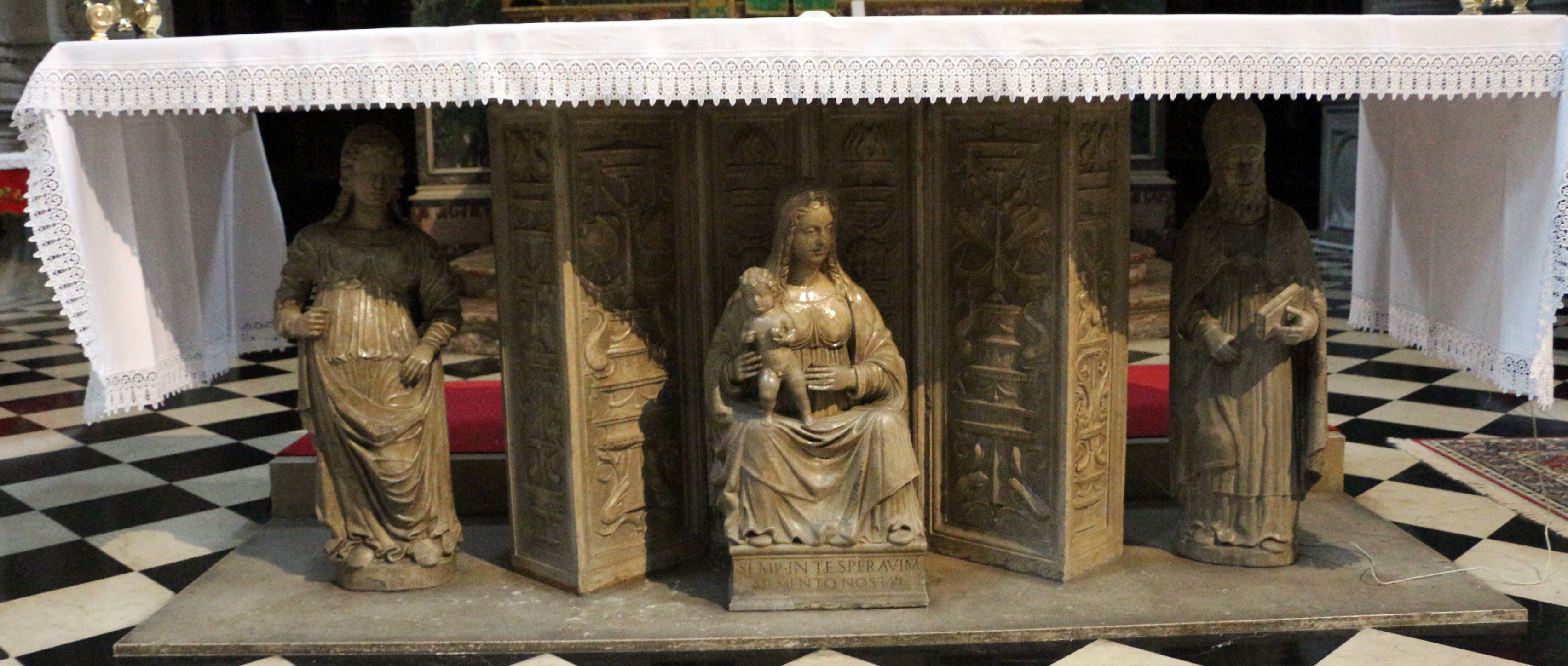
Statue originarie dal monumento funebre poi altare maggiore

## Descrizione

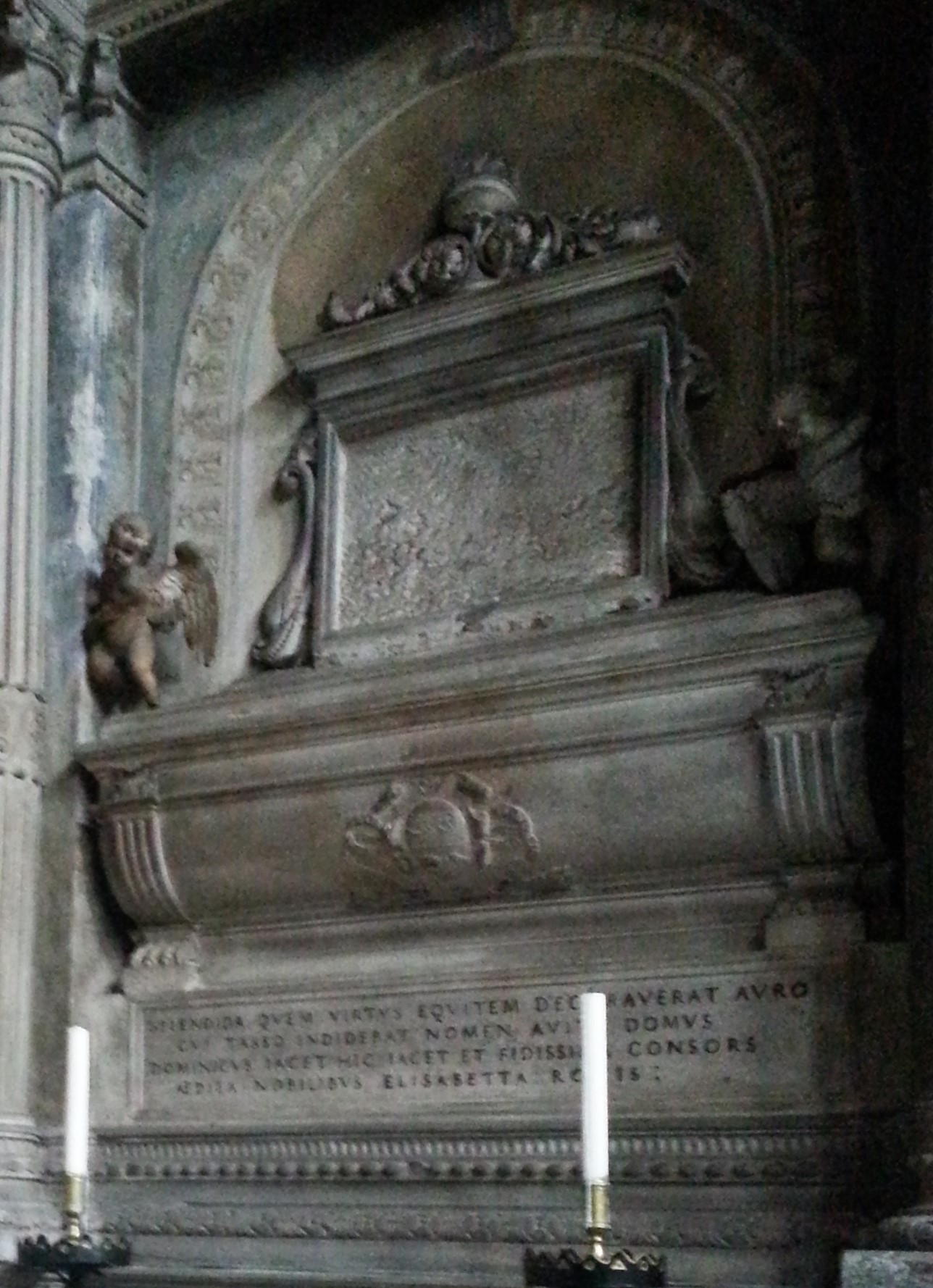
Monumento funebre Agostino e Caterina Tasso-chiesa di Santo Spirito

Il monumento non è completo come originariamente costruito, ma si presenta come una parziale ricomposizione. La parte superiore ospita l'arca marmorea intagliata e coronata da un putto alato. Dua piccoli tassi marmorei, simbolo della famiglia, dividono questa parte da quella inferiore che ospita l'epitaffio datato 1515 che racconta la vita e le imprese del defunto durante gli anni presso lo stato pontificio, e il suo desiderio di essere poi sepolto nella città natale orobica vicino al casto pulveri Catharinae coniugis rarissimae con cui sine querela aveva condiviso 43 anni. Originariamente il monumento proseguiva con i pilastrini e le tre statue che furono rimosse verso la metà del XIX secolo e poi poste a base e sostegno della mensa dell'altare maggiore durante i lavori di ammodernamento del presbiterio e la posizione del coro ligneo. Le tre statue raffigurano santa Caterina d'Alessandria, sant'Agostino laterali e la Madonna col Bambino.
Sul lato opposto della cappella vi è il monumento funebre di Domenico Tasso e della moglie Elisabetta Rota, realizzato nel 1551, committente della cappella e realizzato da Leonardo, in maniera ridimensionata, del progetto più imponente disegnato dal più famoso padre Pietro Isabello.